# Aeschynanthus mendumiae
Aeschynanthus mendumiae är en tvåhjärtbladig växtart som beskrevs av D.J. Middleton. Aeschynanthus mendumiae ingår i släktet Aeschynanthus och familjen Gesneriaceae. Inga underarter finns listade i Catalogue of Life.